# Francesco Conconi
Francesco Conconi (* 19. April 1935 in Como) ist ein italienischer Sportwissenschaftler und Biochemiker und ehemaliger Amateur-Radrennfahrer. Er entwickelte den sogenannten Conconi-Test zur Ermittlung der anaeroben Schwelle, um den Sportlern die vielen Bluttests zu ersparen.

## Biografie
Conconi schloss sein Medizinstudium an der Universität von Modena 1959 ab. Er arbeitete in verschiedenen Universitätskliniken, ehe er 1967 zum Professor für Biochemie an der Universität Ferrara berufen wurde.
Conconi widmete sich jahrelang im Auftrag des IOC der Erforschung des Dopingmittels Erythropoetin (EPO), angeblich zum Zweck, Urintests zu dessen Aufspürung zu entdecken.
1996 wurden gegen ihn erstmals Ermittlungen im Zusammenhang mit EPO-Doping aufgenommen, nachdem ein zwei Jahre lang vom Comitato Olimpico Nazionale Italiano unter Verschluss gehaltener Report des Trainers und Anti-Doping-Aktivisten Sandro Donati aufgetaucht war.
Schließlich wurde gegen Conconi und seinen Schüler Michele Ferrari, den damaligen Vertrauensarzt von Lance Armstrong, Anklage erhoben. Die Anklagepunkte lauteten: Bildung einer kriminellen Vereinigung, Verstoß gegen das Medikamentengesetz, Urkundenfälschung, Unterschlagung, Amtsmissbrauch und sportlicher Betrug durch Doping. Nach einem jahrelangen Verfahren wurden im März 2003 aus formalen Gründen alle Anklagepunkte außer Sportbetrug zurückgewiesen, und auch in diesem letzten Punkt erging ein halbes Jahr später ein Freispruch wegen Verjährung. Die Richterin Franca Oliva machte in ihrer Urteilsbegründung klar, dass sie die Verabreichung von Dopingpräparaten durch Conconi und seine Mitarbeiter Ilario Casoni und Giovanni Grazzi an Sportler für erwiesen hielt. Diese Dopingförderung war jedoch durch entschlüsselte Patientenakten nur für die Jahre 1992 bis 1995 nachweisbar, für den Zeitraum danach, der nicht unter die Verjährung fiel, gab es weder Aufzeichnungen noch Geständnisse.
Die Strafverfolgung änderte nichts daran, dass er bei seinen Sportlern und in seiner Universität überaus beliebt war. Von 1992 bis 1998 war er Prorektor und von 1998 bis 2004 Rektor der Universität von Ferrara. Von 1978 bis 2005 war er Präsident des Bezirkssportbundes des CONI der Region Ferrara.